# Island-Klasse (1972)
Die Island-Klasse (teilweise auch als Small-Island-Klasse bezeichnet) war eine Fährschiffsklasse der schottischen Reederei Caledonian MacBrayne.

## Geschichte
Die Schiffe der Island-Klasse wurden zwischen 1972 und 1976 auf der schottischen Werft James Lamont & Company in Port Glasgow gebaut.
Die nach geographischen Objekten benannten Schiffe wurden auf Strecken im Bereich der Inneren Hebriden sowie der Isle of Arran und Rathlin eingesetzt. In den 1990er-Jahren wurden sie bei Caledonian MacBrayne größtenteils außer Dienst gestellt und teilweise durch Fähren der Loch-Klasse ersetzt. Die letzten beiden Einheiten der Klasse wurden 2018 außer Dienst gestellt. Nach der Außerdienststellung bei CalMac wurden die Schiffe größtenteils nach Irland verkauft und sind teilweise weiterhin in Fahrt.

## Beschreibung
Der Schiffstyp wurde von Burness Corlet & Partners entworfen. Er basierte auf dem Landungsboottyp LCM-7 (Landing Craft Mechanised) der Royal Navy aus dem Zweiten Weltkrieg. Die Schiffe sind mit einem offenen Fahrzeugdeck, das über eine Bugrampe zugänglich ist, ausgestattet. Auf dem Deck befindet sich ein Drehteller, mit dem Fahrzeuge gewendet werden können, so dass sie nach der Überfahrt die Fähre wieder vorwärts über die Bugrampe verlassen können. Auf dem Fahrzeugdeck stehen zwölf Spurmeter zur Verfügung. Die Schiffe können fünf bis sechs Pkw befördern, bei überwiegend kurzen Fahrzeugen auch mehr. Die ersten beiden Einheiten der Klasse waren etwas kleiner und konnten nur vier Pkw befördern. Am Heck der Schiffe befindet sich ein Decksaufbau mit einem Aufenthaltsraum für Passagiere und dem Steuerhaus.
Die Schiffe wurden ursprünglich von zwei Viertakt-Sechszylinder-Dieselmotoren des Herstellers English Electric Diesels/Bergius Kelvin (Typ: RS6 bzw. RA6) mit jeweils 150 PS Leistung angetrieben. Teilweise wurden sie im Laufe ihrer Dienstzeit mit Viertakt-Sechszylindermotoren der Hersteller Scania bzw. Daewoo Heavy Industries neu motorisiert. Die Motoren wirken über Untersetzungsgetriebe auf zwei Festpropeller. Die Schiffe erreichen eine Geschwindigkeit von rund 8 kn. Über die Antriebsmotoren wird auch die Stromversorgung der Schiffe sichergestellt. Die Motoren trieben Generatoren an, von denen Akkumulatoren geladen wurden. Zusätzlich steht ein Dieselgenerator zur Verfügung.
Neben ihrem Einsatz im regulären Fährdienst waren die Schiffe aufgrund ihrer Bauart auch gut geeignet, Fahrzeuge oder auch Viehherden an Stellen aufzunehmen oder abzusetzen, an denen keine entsprechende Infrastruktur, sondern lediglich ein geeigneter, flacher Strandabschnitt vorhanden war.

## Schiffe
| Island-Klasse | Island-Klasse | Island-Klasse | Island-Klasse                                       | Island-Klasse                                                      |
| Bauname       | Bau- nummer   | IMO-Nr.       | Kiellegung Stapellauf Indienststellung              | Spätere Namen und Verbleib                                         |
| ------------- | ------------- | ------------- | --------------------------------------------------- | ------------------------------------------------------------------ |
| Kilbrannan    | 416           | 7217872       | Januar 1972 19. Mai 1972 8. Juli 1972               | 1992 nach Irland verkauft; 2004: Arainn Mhor, 2008: Clew Bay Queen |
| Morvern       | 417           | 7235501       | 18. Dezember 1972 6. April 1973                     | 1995 nach Irland verkauft                                          |
| Bruernish     | 420           | 7310662       | 22. März 1973 19. Mai 1973                          | 2006 nach Irland verkauft                                          |
| Rhum          | 422           | 7319589       | 23. Mai 1973 5. November 1973                       | 1998 nach Irland verkauft                                          |
| Coll          | 421           | 7327990       | 2. August 1973 15. November 1973                    | 1998 nach Irland verkauft                                          |
| Eigg          | 423           | 7340411       | 1. Dezember 1972 11. Dezember 1974 25. Februar 1975 | nach Irland verkauft                                               |
| Canna         | 424           | 7340423       | Dezember 1972 31. Oktober 1975 April 1976           | nach Irland verkauft                                               |
| Raasay        | 425           | 7340435       | 1. Dezember 1972 24. März 1976 30. April 1976       | nach Irland verkauft                                               |

Die Schiffe fuhren unter der Flagge des Vereinigten Königreichs. Heimathafen war Glasgow.
Die Eigg ist die einzige Fähre der Klasse, deren Steuerhaus um ein Deck erhöht wurde, um die Voraussicht des Schiffsführers bei der Beförderung größerer Fahrzeuge wie Lkw oder Bussen zu verbessern. Nach dem Verkauf des Schiffes nach Irland wurde auf der Steuerbordseite des offenen Fahrzeugdecks ein Kran installiert.